# Moszatevő márna
A moszatevő márna vagy más néven algaevő tapadóhal (Gyrinocheilus aymonieri) a sugarasúszójú halak (Actinopterygii) osztályának a pontyalakúak (Cypriniformes) rendjéhez, ezen belül az algaevő pontyfélék (Gyrinocheilidae) családjához tartozó faj.

## Előfordulása
A moszatevő márna Thaiföld és Laosz folyóiból és patakjaiból származik.

## Megjelenése
A moszatevő márna 25 centiméteres megnyúlt testű hal, színe barna, pikkelyei sötét szegélyűek. A nőstény teltebb, mint a hím. Orrától a faroknyélig sötét sáv fut. A farokúszón apró, sötét foltok vannak. Stresszhelyzetben vagy izgalmi állapotban teljesen elfeketedik. Alsó állású szája szívókorongot alkot, ezzel radírozza le a moszatot a szilárd felszínekről. A fejen lévő különleges nyíláson keresztül lélegzik, miközben a tartály üvegfalához tapad.

## Életmódja
Az algákon kívül szívesen fogyasztja a forrázott salátalevelet, uborkát, cukkinit és a szárított eleséget is. 
Az egyik legjobb algaevő, akvárium  tisztító faj. 
Idős korára agresszívvé válhat. Nagyon gyors mozgású, kissé félénk hal, nehéz megfogni.
Biztosítsunk számára tágas úszóteret. A kifejlett példányok agresszíven viselkednek egymással szemben. 
Szintén zavarhatják a rokon fajokat és a kisebb testű fenéklakó halakat. Vizének hőfoka 23-28 °C között legyen. 
Egy 12 -15 centiméteres példány már szaporodhat.
Eredeti vad formája mellett az albínó színváltozatát is kitenyésztették.